# Пояна-Стойкій
Пояна-Стойкій (рум. Poiana Stoichii) — село у повіті Вранча в Румунії. Входить до складу комуни Вінтіляска.
Село розташоване на відстані 145 км на північ від Бухареста, 34 км на захід від Фокшан, 103 км на захід від Галаца, 88 км на схід від Брашова.

## Населення
За даними перепису населення 2002 року у селі проживали 120 осіб, усі — румуни. Усі жителі села рідною мовою назвали румунську.